# Amauris
Amauris es un género de lepidópteros de la familia Nymphalidae.

## Especies
Contiene las siguientes especies:
- Amauris comorana (Oberthür, 1897)
- Amauris nossima (Ward, 1870)
- Amauris phoedon (Fabricius, 1798)
- Amauris niavius (Linnaeus, 1758)
  - A. n. aethiops (Rothschild & Jordan, 1903)
  - A. n. dominicanus (Trimen, 1879)
  - A. n. niavius (Linnaeus, 1758)
- Amauris tartarea (Mabille, 1876)
  - A. t. bulbifera (Grose-Smith, 1887)
  - A. t. damoclides (Staudinger, 1896)
  - A. t. tukuyuensis Kielland, 1990
- Amauris ellioti (Butler, 1895)
  - A. e. altumi van Someren, 1936
  - A. e. ansorgei (Sharpe, 1896)
  - A. e. ellioti (Butler, 1895)
  - A. e. junia (Le Cerf, 1920)
- Amauris echeria (Stoll, 1790)
  - A. e. abessinica Schmidt, 1921
  - A. e. chyuluensis van Someren, 1939
  - A. e. contracta Talbot, 1940
  - A. e. echeria (Stoll, 1790)
  - A. e. fernandina (Schultze, 1914)
  - A. e. jacksoni Sharpe, 1892
  - A. e. kikuyu Talbot, 1940
  - A. e. lobengula (Sharpe, 1890)
  - A. e. meruensis Talbot, 1940
  - A. e. mongallensis Carpenter, 1928
  - A. e. mpala Talbot, 1940
  - A. e. occidentalis (Schmidt, 1921)
  - A. e. septentrionis (Poulton, 1924)
  - A. e. serica Talbot, 1940
  - A. e. steckeri (Kheil, 1890)
  - A. e. terrena Talbot, 1940
  - A. e. whytei (Butler, 1894)
- Amauris vashti (Butler, 1869)
  - A. c. alba (Neustetter, 1916)
  - A. c. angola (Bethune-Baker, 1914)
  - A. c. camerunica Joicey & Talbot, 1925
  - A. c. crawshayi <small(Butler, 1869)>
  - A. c. oscarus (Thurau, 1904)
  - A. c. simulator Talbot, 1926
- Amauris crawshayi (Butler, 1897)
- Amauris damocles (Fabricius, 1793)
  - A. d. damocles (Fabricius, 1793)
  - A. d. fenestrata (Aurivillius, 1907)
  - A. d. makuyensis Carcasson, 1964
- Amauris hyalites (Butler, 1874)
- Amauris albimaculata (Butler, 1875)
  - A. a. albimaculata (Butler, 1875)
  - A. a. chirindana Talbot, 1941
  - A. a. hanningtoni (Butler, 1888)
  - A. a. intermedians Hulstaert, 1926
  - A. a. interposita Talbot, 1940
  - A. a. latifascia Talbot, 1940
  - A. a. magnimacula (Rebel, 1914)
  - A. a. sudanica Talbot, 1940
- Amauris ochlea  (Boisduval, 1847)
  - A. o. affinis (Aurivillius, 1911)
  - A. o. bumilleri (Lanz, 1896)
  - A. o. darius (Rothschild & Jordan, 1903)
  - A. o. moya Turlin, 1994
  - A. o. ochlea (Boisduval, 1847)
  - A. o. ochleides (Staudinger, 1896)
- Amauris dannfelti  (Aurivillius, 1891)
  - A. d. dannfelti (Aurivillius, 1891)
  - A. d. restricta Talbot, 1940
- Amauris inferna (Butler, 1871)
  - A. i. discus Talbot, 1940
  - A. i. grogani (Sharpe, 1901)
  - A. i. inferna (Butler, 1871)
  - A. i. moka Talbot, 1940
  - A. i. uganda Talbot, 1940
- Amauris hecate (Butler, 1866)
  - A. h. hecate (Butler, 1866)
  - A. h. stictica (Rothschild & Jordan, 1903)